# Tricyphona (Tricyphona) unigera
Tricyphona (Tricyphona) unigera is een tweevleugelige uit de familie Pediciidae. De soort komt voor in het Nearctisch gebied.